# Ampere-hora
L'amper-hora o ampere-hora, abreujat com a Ah, és una unitat de càrrega elèctrica que no forma part del Sistema Internacional, ja que l'hora tampoc n'és. És la quantitat de càrrega elèctrica que circula per una secció d'un conductor per on passa un corrent d'1 ampere durant 1 hora. O, dit d'una altra manera, indica la quantitat de càrrega elèctrica que passa pels terminals d'una bateria elèctrica, si aquesta proporciona un corrent elèctric d'1 ampere durant 1 hora.
L'ampere-hora (1 Ah = 3600 coulomb) es fa servir per a avaluar la capacitat d'una bateria, és a dir, la quantitat d'electricitat que pot emmagatzemar durant la càrrega i durant la descàrrega. Si una bateria té, per exemple, una capacitat de 100 Ah, significa que teòricament pot donar un corrent de 10 A durant,10 h, o d'1 A durant 100 h, etc. En realitat això no és així pel fet que, entre altres coses, com més ràpidament es descarrega una bateria, més energia es perd per la resistència interna. Per aquest motiu la capacitat de càrrega se sol donar referida a un temps estàndard de descàrrega (10 o 20 hores), i per a un voltatge final determinat.
En electrònica domèstica és molt estès l'ús del mAh (miliampere-hora), que és una mil·lèsima de l'ampere-hora (3.6 coulomb).

## Equivalència
1 ampere-hora = 3600 A · s = 3600 coulomb

## Ús
S'empra en les piles o bateries elèctriques, per indicar-ne la capacitat.
En les bateries d'automòbil es manté que la bateria de 12 V ha d'ésser capaç de fornir una intensitat elèctrica en descàrrega de valor 1/20è de la capacitat nominal indicada en A·h durant 20 hores a una temperatura de 25 °C a un voltatge superior al de tall que és de 10.5V, segons requereix la norma EN 60095-1 a l'apartat "20 hour capacity check".